# Сайглер, Крейг
Крейг Сайглер (англ. Craig Cygler, родился в июне 1973 года в Уори) — австралийский и российский регбист, игрок в регбилиг на позиции центра, ныне предприниматель и директор топливно-энергетической компании NQpetro.

## Биография
Крейг начинал свою карьеру в клубе «Кангаруз», за который играл в 1983—1986 годах на детском уровне. В 1991 году он выступил в дивизионе команд не старше 18 лет за команду «Кэйрнз Бразерс», а в 1992 году дебютировал на профессиональном уровне. В 2000 году он выиграл чемпионат округа Кэйрнз по регбилиг в составе этого клуба, победив команду «Кангаруз» и занеся попытку в свой актив. С 1993 по 1995 годы он играл за клуб «Кэйрнз» в турнире Щит Фоли, а в 1996 году дебютировал за клуб «Кэйрнз Сайклонз» в Кубке Квинсленда.
Крейг стал одним из семи австралийских граждан, благодаря русским корням получивший право играть за сборную России на чемпионате мира по регбилиг 2000 года. За сборную России он провёл два матча на турнире.
В настоящее время он является директором топливно-энергетической компании NQpetro.